# جائزة التشيك الكبرى للدراجات النارية 2014
جائزة التشيك الكبرى للدراجات النارية 2014 هو سباق دراجات نارية أقيم بتاريخ 17 أغسطس 2014 في حلبة برنو، التشيك. كان الجولة الحادية عشر من أصل 18 في سباق الجائزة الكبرى للدراجات النارية موسم 2014. فاز داني بيدروسا بفئة الموتو جي بي بينما جاء خورخي لورنزو في المركز الثاني وحصل على المركز الثالث فالنتينو روسي. فاز بفئة الموتو 2 الإسباني أستيفا رابات بينما فاز بفئة الموتو 3 الفرنسي ألكسيس ماسبو.

## وصلات خارجية
- الموقع الرسمي